# Sukasenang (Sindangkasih)
Sukasenang is een bestuurslaag in het regentschap Ciamis van de provincie West-Java, Indonesië. Sukasenang telt 5807 inwoners (volkstelling 2010).